# Unditz
Die Unditz ist ein Fluss in der Oberrheinischen Tiefebene im Ortenaukreis im südwestlichen Baden-Württemberg von 20,2 km Länge, der bei der Dundenheimer Mühle der Gemeinde Neuried von links und Südsüdwesten in die Schutter mündet.

## Name
Der Name wurde erstmals 762 („super fluviolo Undussa“) schriftlich erwähnt. Der Name leitet sich vom althochdeutschen Wort unda „Welle, Wasser“ mit dem Suffix -ussa ab.

## Geographie

### Verlauf
Die Unditz entsteht etwa einen Kilometer nordwestlich der Ortsmitte von Mahlberg neben einem Feldweg. Sie fließt in der flachen Oberrheinebene mit geringen Richtungsschwankungen nach Norden und durchquert oder berührt nacheinander die Markungen der Kleinstadt Mahlberg, der Gemeinde Kippenheim, der Stadt Lahr/Schwarzwald und der Gemeinden Schwanau, Meißenheim und Neuried, wo sie bei der Dundenheimer Mühle von Neuried von links und Süden in die Schutter mündet. Bald nach ihrer Entstehung fließt sie durch den großen Unterwald. Vor der Neurieder Gemarkung liegt allein der Meißenheimer Ortsteil Kürzell am Ufer, auf Neurieder Gebiet das kleine Dorf Schutterzell und dann erst wieder die Dundenheimer Mühle an der Mündung.

### Einzugsgebiet
Die Unditz ist 20,2 km lang und hat ein Einzugsgebiet von 70,8 km², das zu fast 90 % der Oberrheinischen Tiefebene angehört. Der kleine Rest liegt rechts des Oberlaufes zwischen Mahlberg und der Stadt Lahr in den niedrigen Randhügeln des Schwarzwaldes. Ihr eigenes Sohlgefälle liegt unter 0,8 ‰. Die meisten ihrer Zuflüsse sind ähnlich gefällearme Flachlandgräben; nur einige rechte Oberläufe entstehen in diesen Randhügeln auf Höhen von bis zu etwa 250 m ü. NN. 

### Zuflüsse
Liste der Zuflüsse und  Seen von der Quelle zur Mündung. Gewässerlängen in der Regel nach LUBW-FG10 (Datensatzeinträge), Einzugsgebiete entsprechend nach LUBW-GEZG, Seeflächen nach LUBW-SG10. Andere Quellen für die Angaben sind ggf. vermerkt.
Ursprung der Unditz etwa 1,0 km nordwestlich der Ortsmitte von Mahlberg in einem kleinen Gehölzdreieck an einem Feldweg auf etwa 162 m ü. NN.
- Passiert im beginnenden Unterwald linksseitig den Mattenwaldsee, bei Lahr-Kippenheimweiler, 15,7641 ha. Badesee.
- Schlangenwerbkanal, von links am Westrand des Unterwalds, 4,214 km und 4,218 km².  Gleich westlich jenseits der parallel laufenden A 5 Basel–Karlsruhe liegt im unteren Mündungswinkel ein 5,77 ha großer Baggersee in der beginnenden Flur.
- Scheidgraben, von rechts westlich von Lahr im Kippenheimer Unterwald, 9,409 km und 21,511 km.
- Unterquert den Schutter-Entlastungskanal am Nordrand des Unterwaldes.  Nördlich des Kanals liegt zur Rechten der Unditz ein 3,6146 ha großer Baggersee in der beginnenden Flur.
- Muserebach, etwas vor dem nächsten, 2,953 km.
- Passiert an dessen linker Seite kurz vor der Unterquerung der A 5 vor der Anschlussstelle den Vogelbaggersee, 6,9751 ha.
- Eschlach, westlich der Autobahnausfahrt Lahr kurz nach der Autobahnunterquerung, 5,312 km und 5,834 km².
- Rechtsseits und östlich der Autobahn liegen gleich zwei weitere, kleine Baggerseen,  0,7987 ha und 1,5081 ha.
- Baggersee östlich der Autobahn in den Gerstenmatten, 6,7741 ha.
- Pfitzengraben, von rechts bei Neuried-Schutterzell, 3,105 km und 10,554 km². Ab hier trennt sich die Unditz von der Autobahn und läuft linksseits ungefähr parallel zur Schutter, die zuweilen nicht einmal 200 m entfernt ist und nirgends mehr als einen Kilometer.
- Hofgraben, von links nahe dem Neurieder Ottenweiherhof, 2,038 km.
- Wolfsgraben, von links östlich des Neuried-Ichenheimer Jörgenwaldes, 2,904 km.

Mündung der Unditz bei der Neurieder Dundenheimer Mühle auf etwa 147 m ü. NN von links und Südsüdwesten in die Schutter. Die Unditz ist hier 20,199 km lang und hat ein Einzugsgebiet von 70,759 km² hinter sich.  Im unteren Mündungswinkel liegt jenseits der Mühle der 4,9539 ha große Hasensee.